# Manuela Bravo (cantante argentina)
Manuela Bravo (La Plata, 12 de enero de 1954) es una cantante, conductora y actriz argentina.

## Carrera profesional
Bravo vivió en La Plata hasta su adolescencia, cuando se trasladó a Buenos Aires. Comenzó su carrera como cantante a fines de 1975. Su primer disco simple se llamó El fruto de nuestro amor, que vendió 190 000 copias. Con el tema «A que no te vas» (de Manuel Alejandro) ganó el Tercer Festival Nacional e Internacional de la Canción, en Buga (Colombia) representando a la Argentina. Los competidores representaban a 12 países de América y Europa.
Participó de la Feria del Milagro (en Ecuador) junto a Julio Iglesias y Raphael. En Nueva York se impuso con el tema «Me está gustando», que estuvo un mes en la televisión neoyorquina.
En 1976, la empresa discográfica CBS editó su álbum Bésame mucho, que incluye temas exitosos entre los que se encuentran: «Hoy», «Amor y duda», «Me está gustando» y otros. En este disco, algunos de los temas presentan arreglos de Mario Muscio y Aquiles Roggero. En el tema «El fruto de nuestro amor», Bravo es acompañada por Jorge Leone y orquesta, que solo grababa con Sandro. El maestro Leone dijo con respecto de Bravo: «Da gusto grabar con una cantante tan afinada».
En 1979, la empresa CBS editó su disco A mi manera, bajo la dirección artística de Carlos Dattoli, que incluye el famoso tema que da título al mismo, y así Bravo se convirtió en la segunda cantante argentina después de Lolita Torres en grabar dicho tema. También el LP incluye el hit «Tu tonta compañera», siendo la primera cantante femenina en grabarle un tema a Paz Martínez. Además el álbum cuenta con una variedad de canciones muy hermosas como: «Ya no vuelvo contigo», «Valiente por irte de mi vida», «Tantas cosas me separan de ti», etc. Es acompañada en esta nueva grabación por los maestros
Jorge Leone,
Oscar Cardozo Ocampo,
Ricardo Lew y
Mike Ribas.
Comenzaron su carrera como integrantes de su banda, músicos que más tarde fueron reconocidos, como
Gustavo Cerati,
Tweety González,
Adrián Iaies,
Daniel Castro,
Carlos Madariaga y
Daniel Volpini, entre otros.
En 1982 la empresa discográfica Pólygram editó el álbum Manuela Bravo. En este disco, los temas más destacados fueron: «Santa María», «Como tú ninguno», «Adelántate a tu tiempo», «Para siempre en mi vida tú» y otros grandes éxitos. Los acompañamientos de orquesta de algunos de los temas que integran este álbum fueron dirigidos por Eddie Sierra, Raúl Parentella y Emilio Valle.
En 1983, Pólygram editó el disco Ámame, ahora con la lluvia, en donde se pueden escuchar hermosos temas como «Pedantería», «Gorrión», «Sí o no», «Tristeza por mí», entre otros. Este álbum cuenta con arreglos y dirección de Lalo de los Santos y la dirección artística de Adrián Posse.
En 1984, Bravo estaba veraneando en la ciudad de Punta del Este, y fue atropellada por un automovilista. Luego de un año de no poder caminar, con el apoyo de sus amigos, familiares y médicos logró recuperarse totalmente y grabó un nuevo álbum, Vivir (1985). Este disco tiene un concepto más fuerte, con temas como «Te regalo mis ojos», «Querido», «Fortuna», «Solo la pasajera», «Nuestra última tarde» y otros.

El año 1984 fue para mí muy difícil, de ahí el título de este álbum: Vivir. A veces es necesario estar al borde de la muerte para valorar la vida. Se empieza a disfrutar de lo que se tiene y se deja de vivir lamentándose por lo que no se tiene. Se le da a todo su verdadero valor, porque vivir no depende de nosotros sino de Dios, del destino que ―aunque es difícil creer en él―, yo pienso que está escrito y, por eso hoy, agradezco estar aquí. A todos ustedes, los que leen estas palabras, quiero regalarles una frase, no solo para que la lean, sino para que la tengan muy en cuenta: «Trata de ser feliz hoy, no sabes lo tarde que ya es».
Manuela Bravo

En 1986, la empresa discográfica CBS editó el disco Zona Prohibida con temas de autores como Paz Martínez, Juanjo Novaira, Enrique Londaits y Fernando Sustaita, entre otros, destacándose los temas: «Alto, no sigas», «No me compliques la vida», «No tengo ganas de hacerlo contigo», «Lobo», etc. La dirección artística es de Richard Mochulske y los arreglos y dirección de Pelusa Navarro.
En 1987, Pólygram decidió lanzar al mercado un compilado de los grandes éxitos de Bravo. Este álbum se tituló simplemente Manuela Bravo y es editado solamente en formato casete. En la temporada de verano de 1987 y 1988 protagoniza junto a José Luis Gioia y gran elenco el Music Hall A pedido del público en el Teatro Nihuil de la ciudad de Necochea. En ese mismo año graba un tema a dúo titulado Nuevamente muy enamorados junto al cantante Orlando Netti para su disco Ahora... con todo. Graban juntos el videoclip de la canción.
A principios de los años noventa tuvo su propio programa de radio llamado Manuela Bravo chimenta, por Radio FM Latina. Este programa resultó de una idea propia y estaba destinado a proporcionar información sobre la vida de los más destacados cantantes latinos de aquella época.
En 1992 grabó el álbum Persona a persona editado por Música & Márketing, en donde se incluyen los éxitos: «El amor», «Persona a persona», «Se nos rompió el amor», «Porque te vas ahora», etc. Como artista invitado está Eddie Sierra en teclados, guitarras y coros (además de arreglos y dirección artística) y Sebastián Schon en saxo. La producción artística está a cargo de la misma Bravo. Acompañando el lanzamiento de este nuevo trabajo discográfico, Bravo graba los videoclips de los temas «Persona a persona» y «Por qué te vas ahora». Por este nuevo álbum, Manuela Bravo recibe la nominación de la Asociación de Cronistas del Espectáculo, como mejor solista pop de la temporada discográfica del año 1993 para los premios ACE a la música.
En la temporada abril-octubre de 1992 participa en el espectáculo Cabaret Nevado en el Teatro Hotel Piscis, una producción de Las Leñas Internacional Resort, acompañada por
Marikena Monti,
María Volonté,
Sergio Pelagani,
Larry en humor, cuerpo de baile y orquesta en vivo, bajo la dirección de Lía Jelin con idea y producción general de Carlos Furnaro y Pablo Sodor. Este espectáculo fue seleccionado por el Gobierno argentino para la noche de clausura de la Cumbre de Presidentes y Jefes de Estado del Mercosur.
En 1996 grabó como invitada un potpurrí de los temas: «Noche de ronda, Laia Laia, Aquellos ojos verdes, Cielito lindo» junto al grupo Industria Nacional para su álbum Selección en el cual participan otros artistas invitados como César Banana Pueyrredón, Quique Villanueva, Bárbara y Dick y Cris Manzano. Además de todos los trabajos discográficos nombrados anteriormente, Bravo grabó una gran cantidad de simples (que superan en su totalidad los 20 álbumes). A lo largo de toda su carrera fue invitada a todos los programas más exitosos de la televisión Argentina (Mirtha Legrand, Marcelo Tinelli, Susana Giménez, Gerardo Sofovich, etc.).
Realizó giras por distintos países (Bolivia, Chile, Colombia, Ecuador, Estados Unidos, México, Paraguay, Uruguay, Venezuela) apoyando el éxito de sus álbumes. También recorre toda la Argentina con sus recitales.
En 1997 vivió durante seis meses en Miami (Estados Unidos) realizando giras por distintas ciudades de Estados Unidos, entre ellas Washington DC, donde recibió un reconocimiento de la colonia argentina. En el año 1998 recibió las mejores críticas de los medios como La Nación, Ámbito Financiero, Buenos Aires Herald sobre el espectáculo Manuela Piano y Tango acompañada por el maestro Ricardo Nolé (uno de los mejores pianistas argentinos). Con este espectáculo se presentó en el Salón Dorado de la Casa Rosada, Salón Blanco de la Legislatura Porteña y en distintos espacios dedicados a la cultura. En Clásica y Moderna el éxito fue tan importante que tuvo que agregar varias fechas. Este espectáculo incluyó un repertorio con tangos clásicos como: «Nostalgias», «Martirio», «Los mareados», «En esta tarde gris», «Cuando tú no estás», «Caserón de tejas», «El corazón al sur» y una excelente versión de «Los pájaros perdidos». El éxito de dicho espectáculo y el reconocimiento de sus colegas tangueros como 
Alberto Podestá,
Alba Solís,
Susana Rinaldi y María Graña, entre otros, jerarquiza su carrera.
El maestro Atilio Stampone, director de la orquesta Juan de Dios Filiberto, la invitó a cantar acompañada por la misma en dos oportunidades. Participa también en este año en el tema «Rutas del alma» del CD del Coro Kennedy El día después a beneficio de los inundados junto a otros artistas como
Alejandro Lerner,
Juan Carlos Baglietto,
Virginia Luque,
Valeria Lynch,
Cecilia Milone,
Fabiana Cantilo,
Natalia Oreiro,
Florencia Peña,
Raúl Porchetto,
Divina Gloria,
Estela Raval,
Marilina Ross,
César Isella,
Teresa Parodi,
Julia Zenko,
María José Cantilo, entre otros, y grabando en el estudio El Pie el videoclip del mismo tema bajo la producción artística de Cecilia Bertoli. En el año 1999 es convocada por Saúl Cosentino para participar en su álbum La música donde Bravo graba el tango «De vuelta de nada». También participan como invitados en este material reconocidos cantantes como
Jairo,
Chico Novarro,
Carlos Varela,
Litto Nebbia,
Raúl Lavié,
Walter Yonsky,
Galo García,
Néstor Fabián,
Julia Zenko,
Gustavo Nocetti,
Patricia Barone,
Hernán Salinas y
Luis Filipelli.
En el año 2000, Manuela Bravo fue convocada para desarrollar la actividad de «asesora cultural del municipio de Almirante Brown», promocionando espectáculos con primerísimas figuras entre los que se destacan Caloi, Trocha Angosta, José Ángel Trelles, El Chango Nieto, Mariano Mores, Estela Raval, Teresa Parodi, Silvina Garré, Gabriela Acher, Donna Caroll, Diana María, entre otros, labor que desempeñó hasta diciembre del año 2007. En ese mismo año (2000), participó como invitada en el álbum Mujeres del cantante Guillermo Guido, grabando un tema a dúo titulado «No te prometo». Este álbum se caracterizó por estar integrado por todas canciones a dúo del cantante junto a las mejores voces femeninas. Además de Manuela Bravo, participaron como invitadas:
María Graña,
Tormenta,
Valeria Lynch,
Silvana Di Lorenzo,
Julia Zenko,
Alejandra Cánepa,
Daniela Mori,
Cecilia Mollica y
el Coro Kennedy.
Grabó temas de importantes compositores como
El Paz Martínez,
Manuel Alejandro,
Roberto Cantoral,
Palito Ortega,
Sergio Denis,
Roberto Livi,
Graciela Yuste, etc.
A lo largo de su carrera y actualmente compartió escenarios con importantísimos artistas como por ejemplo:
Estela Raval,
Mariano Mores,
Víctor Heredia,
Raffaella Carrá,
Julio Iglesias,
Dyango,
María Martha Serra Lima, etc.
En 2003 realizó giras por la provincia de Buenos Aires junto a colegas como
Teresa Parodi, María Graña y Antonio Tarragó Ros. 
En el año 2004 se da a conocer un álbum inédito de Manuela que no es editado comercialmente y que lleva el nombre de "Demos año 1994 y 2001 + Bonus". Este disco estuvo acompañado con la producción de Sebastián Schon y los arreglos de Carlos Noceti y con temas tales como: «Solo pienso en ti», «Yo iré», «Es tu tiempo», «Otra forma de amor», «Si te dejara de amar», «Brújula loca», «Baila que baila», «Señora resignación», y «Todavía».
A mediados del 2005 su amigo Emilio Hambra realiza su página oficial. Junto al grupo beat de los años setenta Trocha Angosta realiza una gran cantidad de presentaciones en destacados escenarios a lo largo de todo el país con un espectáculo maravilloso.
El 11 de diciembre del 2005, Bravo se presentó en la ciudad de Miami (Estados Unidos) en el show de tango Historias de Luces y Sombras: las Calles de Buenos Aires en el teatro Manuel Artime, sobre una idea original de Oscar Caballero y Roxana Garber (quienes también realizan la dirección y producción de este excelente evento). Este importante show se lleva a cabo con la intención de celebrar el Día Internacional del Tango. Además de Manuela Bravo, el elenco estaba integrado por músicos como Miguel Arrabal en acordeón, Jorge Vernieri en piano, Renyel Rivero en bajo, Elías Garnik en violín, Neris González en guitarra, y un destacado cuerpo de baile.
A fines de diciembre del año 2005 sale a la venta su nuevo álbum titulado: Hoy. Nuevamente con arreglos de Eddie Sierra y Carlos Noceti y acompañada en algunos temas por el pianista Ricardo Nolé, este nuevo material es editado por el sello discográfico Pro Com e incluye 16 temas integrados por versiones nuevas de temas viejos, y también temas nuevos como ser «Felicítame», «Estoy sola», los tangos «El día que me quieras», «Naranjo en flor» y la excelente interpretación del tema «No llores por mí, Argentina» además de un bonus track de la versión «Para decir adiós» junto al grupo Trocha Angosta.
Durante el año 2006 realizó presentaciones en todo el país promocionando su nuevo álbum.
A fines de marzo del año 2007 la empresa discográfica Sony/BMG editó un compilado titulado 20 secretos de amor con temas pertenecientes a los primeros álbumes de Manuela Bravo que había grabado en su oportunidad para la compañía CBS. A mediados del año 2007, Bravo debutó como artista invitada especial en el teatro Liceo en la revista Planeta Show, producida por Jorge Guinzburg y Daniel Comba. El espectáculo estaba integrado por importantes figuras como Campi, Gladys Florimonte, Bicho Gómez, Ingrid Grudke, Martín Russo, un importante cuerpo de baile y excelentes acróbatas. Esta producción recibió el Premio Clarín como mejor revista del año 2007.
A mediados de septiembre de 2007, Manuela Bravo participó como invitada especial en el DVD del grupo Trocha Angosta titulado Trocha Angosta en vivo: 38 años, cantando el rock «Solo por un día» junto al grupo y participando de los reportajes del material grabado en Sótano Beat Concert Bar & Restaurant, producido y editado en forma limitada por MossProducciones.
Grabó en ese año 2007 el tema «Derroche» de Ana Belén, como invitada en el nuevo CD del grupo Trocha Angosta llamado Original.
En el año 2011 la empresa discográfica Epsa Music editó su CD Hablo de vivir, que incluye temas tales como:
«Contra viento y marea»,
«Gracias a pesar de todo»,
«Te quiero, te quiero»,
«Viví en tus ojos»,
entre otros.
En ese álbum participaron músicos y arregladores como Raúl Parentella, Daniel Vilá, Luis Terreno, Carlos Noceti, Cuti Carabajal, Roberto Carabajal, Trocha Angosta y Leandro Bulacio. El álbum fue masterizado por Luis Terreno en el estudio La Terraza y con compaginación final de audio de Alberto Horst.
En 2011, Bravo realizó gran cantidad de shows y recitales en vivo promocionando los nuevos temas de su nuevo trabajo discográfico, además de continuar con el espectáculo teatral Darse cuenta: teatro y reflexión, con la nueva incorporación en el elenco de María del Carmen Valenzuela.
En 2011, la compañía discográfica Epsa Music editó ―únicamente en formato digital― el álbum Tangos en voz y piano, con el excelente pianista argentino invitado Ricardo Nolé, quien acompaña a Manuela Bravo en su impecable interpretación de tangos clásicos como «Tarde», «Martirio», «El corazón al sur» y «Fiesta y milonga».
En agosto del año 2011, Manuela Bravo participó en la canción «Sueña luz», realizada especialmente y de forma solidaria para CILSA, compuesta, producida y dirigida por Eduardo Frigerio, grabada y mezclada en Néctar Música. Además de Bravo participaron también:
Patricia Sosa,
Valeria Lynch,
Luciano Pereyra,
Juan Carlos Baglietto,
David Bolzoni,
Rubén Goldín,
Soledad Pastorutti y
Sandra Mihanovich.
Esta propuesta surgió por unión de la iniciativa de Eduardo Frigerio de realizar un proyecto solidario, con el fin de seguir difundiendo un mensaje de inclusión e igualdad a través de la música. Poder tener un tema musical que identifique el espíritu solidario y el compromiso fue el motor para llevar adelante esta iniciativa. Todos los derechos de intérpretes han sido donados a CILSA, con el fin de utilizar esta canción como un «himno a la solidaridad». La presentación del tema se realizó en el Marriott Hotel Plaza Buenos Aires el 30 de agosto de 2011.
En 2012, Manuela Bravo continuó con la obra Darse cuenta: teatro y reflexión. Además protagonizó la comedia musical infantil La farolera en la sala Casacuberta del Teatro San Martín (Buenos Aires), bajo la dirección de Virginia Lago y acompañada de un importante elenco: Mariana Giovine, Gabriel Rovito, César Bordón, Ana Iniesta, Juan Pablo Galimberti, Franco Moix, Facundo Rubiño, Verónica Alvarenga, Viviana Quiroga, Fabián Bagnato, Violeta Zuvialde, Jorge Seleme y Miryam Strat. Los músicos son Marcelo Álvarez, Emilio Álvarez, Lionel Mórtola y Carlos Serra. El vestuario es de Valentina Bari, la escenografía y la iluminación de Héctor Calmet, la coreografía de Sebastián Codega y la música de Marcelo Álvarez.
En abril de 2012 cantó en vivo el tema «Honrar la vida», en la Feria del Libro, en el homenaje que se le realizó al actor Alfredo Alcón (1930-2014).
En agosto de 2012 colaboró con el Coro Kennedy en el proyecto solidario «100 Famosos por los Derechos del Niño».
En septiembre de 2012 salió de gira internacional con la comedia musical La farolera. Se presentó en el teatro Los Fundadores, de Manizales (Colombia). Al mes siguiente regresó a Buenos Aires para culminar en octubre de 2012 en el teatro San Martín.
En enero de 2013, Manuela participó como invitada en el show en vivo que realiza María José Demare en la Biblioteca Café y también integró como invitada especial el elenco de Roberto Piazza y sus tangos en 36 Billares, espectáculo musical que compartió junto a
Roberto Piazza,
Walter Vázquez,
Marcelo Correa,
Majo Sánchez,
Ariel Maida y
Alejandro Figliolo.
En 2013 participó en la grabación del CD Nada te turbe (de Francisco Pesqueira), en los temas «Papel mojado» y en el bonus track «Todas las voces». En este material discográfico editado por Lazcoz Producciones, participaron además de Manuela Bravo otras cantantes como María José Demare,
Julia Zenko,
Maru Casanelli,
Miriam Martino,
Georgina Hassan,
Sandra Mihanovich,
Vicky Buchino,
Cecilia Baraz,
Marilí Machado,
Silvina Garré,
Elena Roger,
Gachi Leibovich,
Marikena Monti,
Mónica Posse,
María José Cantilo,
Ligia Piro y
Claudia Puyó.
Esta grabación es utilizada como voz en off del espectáculo teatral de Francisco Pesqueira bajo el mismo nombre realizado en el Teatro El Búho.
En ese año (2013) volvió a protagonizar La Farolera en el Teatro La Rivera de La Boca.
En diciembre del 2014 participó en el espectáculo tanguero Goethic Tango en el Teatro Manuel Artime en la ciudad de Miami (Estados Unidos).
En 2015 grabó la canción titulada "Cuando el miedo nos devora" a dúo para el nuevo CD de la cantante María José Demare titulado Autora (editado por Pelo Music). En este álbum participaron también otros grandes cantantes destacados, como
Adriana Varela,
Cacho Castaña,
Raúl Lavié,
Raly Barrionuevo,
Javier Calamaro,
Ligia Piro,
Marian Farías Gómez,
Luis Salinas,
Rubén Rada,
Florencia Peña,
Patricio Arellano,
Francisco Cuestas,
Patricia Sosa,
Julia Zenko,
JAF y
Dany Vilá.
En noviembre de 2015 participó como jurado en el concurso de canto Nuevos Talentos, de Mario Marzán, realizado en el Centro Cultural Munro de la ciudad de Buenos Aires. En dicho evento también cantó algunas canciones de su repertorio
El 8 de diciembre de 2015 se presentó como invitada en el bar La Usina del Arte en el show de la cantante María José Demare Autora, junto a otros cantantes invitados que participaron en el álbum del mismo nombre.
En abril del año 2016 brinda su recital junto a sus músicos en "Bajo Tribuna" en el Hipódromo de Palermo en Capital Federal. La cantante María José Demare es invitada especial por Manuela para cantar algunas canciones a dúo en el recital de Bravo.
En abril del año 2017 Manuela se presenta en el "Salón Bustillo" del "Hotel Llao Llao" en Bariloche, junto al cantante Paz Martínez, en la "Cena de Gala Fundación ProSalud" ofreciendo juntos un recital en vivo, como cierre del "Torneo de Golf" a beneficio de la Fundación.
En el año 2018 Manuela se junta con el cantante y productor musical Raúl Abramzon para armar y ensayar un espectáculo integrado por canciones clásicas de todos los tiempos. En noviembre del mismo año se presenta en vivo junto a Raúl Abramzon en Costa Rica, acompañados también por el grupo musical Vía Libre.
En marzo de 2019 participa como invitada junto a los cantantes Rubén Matos y Raúl Abramzon en el recital de Juan Marcelo realizado en "Las Violetas" en Capital Federal - Ciudad de Buenos Aires.
En mayo de 2019 Manuela estrena junto al cantante, compositor y productor Raúl Abramzon el espectáculo musical "Duet" en "Gorriti Art Center" en Capital Federal - Ciudad de Buenos Aires.
En el año 2020 participa en el videoclip "Juntos somos la voz del mundo" junto a varios artistas entre ellos Patricia Sosa, Chaqueño Palavecino, Patricio Arellano entre otros y realizado por Producciones El Sello.
En junio del año 2020 participa del video "Arte en cuarentena" junto a Víctor Laplace, Nora Cárpena, Rita Terranova, Carolina Papaleo, Claudia Cárpena, Esther Goris, Héctor Gióvine, Divina Gloria y Virginia Lago, sobre una idea de Claudia Cárpena, guion de María de las Mercedes Hernando y diseño de arte de Leonardo Serrano.
En este año 2020 vuelve a grabar un tema de estudio titulado "Sola sin  vos" producido por Sirso Iseas con Alambre González en guitarra eléctrica y Franco Murua como técnico de grabación. Realiza también el videoclip de la canción.
En el año 2021 Manuela graba un nuevo tema de estudio titulado "Cinco mil años" acompañada por un importante grupo de músicos como Sirso Iseas, Alambre González, Sergio Villar y Franco Murua y bajo la producción del mismo Sirso Iseas. Manuela Bravo realiza también el videoclip de la canción.
En agosto del 2021 vuelve a lanzar un nuevo tema de la compositora y cantante española Vanesa Martín titulado "De tus ojos" con producción de Sirso Iseas y Alambre González.
En el año 2022 recibe el "Diploma de Honor" por los 30 Aniversario del "Premio Raíces" a nivel nacional, federal e internacional, en reconocimiento por su aporte a la cultura. 
El 12 de octubre del mismo año recibe de la mano del señor Osvaldo García Napo el "Premio Ŕaíces a Nivel Nacional e internacional" por su trayectoria.
El 15 de noviembre del corriente año, Manuela Bravo se presenta cantando en vivo junto a Guillermo Guido y Nancy Anka en el Salón Dorado de la Legislatura porteña acompañando los 40 años de festejo del Coro kennedy.
El 6 de diciembre del año 2022 se presenta junto a Dany Vilá en el Teatro CPM Multiescena en la avenida Corrientes de Capital Federal - Ciudad de Buenos Aires - Argentina en La Gala "Festival de la cancion Argentina" brindando un homenaje al cantante Sergio Denis.

## Comienzos en el cine
En 1979 participó en la película argentina Cuatro pícaros bomberos bajo la dirección de Carlos Galettini y junto a
Gianni Lunadei,
Nelly Prono,
Juan Manuel Tenuta,
Alberto Anchart,
Mario Sánchez,
Beatriz Spelzini,
María Noel,
Ismael Echeverría,
Charly Diez Gómez y
Luis Dávila.
En 1980 protagonizó la exitosa película La canción de Buenos Aires, junto a
Ricardo Darín,
Guillermo Fernández,
Rita Terranova,
Fernando Siro,
Elena Cruz,
Pablo De Tejada,
Susana Ortiz
y gran elenco.
En ese mismo año (1980) también participó del elenco de la película Ritmo a todo color ―dirigida por Máximo Berrondo― junto a
Jorge Barreiro,
Antonio Grimau,
Roberto Carnaghi,
Alfredo Barbieri,
Silvia Arazi,
Carlos Rotundo,
Aldo Pastur, y artistas de la música nacional e internacional, como Mari Trini,
Alberto Cortez,
José Luis Perales,
Pedro Marín,
Los Bárbaros,
Trocha Angosta,
Silvestre,
Los Parchís,
Juan Marcelo y
Laura Miranda. En el LP de la banda de sonido de la película, Bravo participa con el tema: «Porque soy tu amor».
En 1983 formó parte del elenco de la película Se acabó el curro (coproducción peruana), junto a
Víctor Laplace,
Julio De Grazia,
Moria Casán,
Tulio Loza (cómico peruano),
Noemí Alan,
Adriana Brodsky y
Dalma Millevos,
entre otros, y bajo la dirección de Carlos Galettini. En 1984 es convocada para interpretar el tema principal de la película Los tigres de la memoria compuesta por José Luis Castiñeira de Dios y protagonizada por Alberto de Mendoza y Olga Zubarry.

## Labor en teatro
En 1980 integró el elenco de un espectáculo musical en el Teatro Trovador de la ciudad de Mar del Plata junto a
Mariano Mores,
Estela Raval,
Juan Carlos Mareco
y gran elenco.
En 2008 Manuela Bravo formó parte del espectáculo teatral titulado Darse cuenta: teatro y reflexión organizado por el Instituto Cultural de la Provincia de Buenos Aires. Dicho evento se presentó en diferentes teatros, salas y espacios culturales de distintas localidades del Gran Buenos Aires. Bravo cantó canciones de su repertorio destacándose la excelente interpretación que realiza del tema de Eladia Blázquez «Honrar la vida». Además de Bravo, el elenco estaba formado por
Víctor Laplace,
Virginia Lago,
Mario Pasik,
Claribel Medina,
Arturo Puig,
Mónica Lerner y
actores locales de los diferentes lugares en donde se presenta el espectáculo. La obra fue dirigida por Daniel Marcove.
El cantautor Paz Martínez compuso especialmente una canción con el título de la obra para ser interpretada por Manuela Bravo.
En noviembre de 2008, en el Auditorio de Belgrano, fue invitada por el Coro Kennedy a compartir junto a otros artistas:
Graciela Borges,
Susana Rinaldi,
Miguel Ángel Rodríguez,
Jairo e
Ignacio Copani,
entre otros, al festejo de los 25 años de la creación del coro.
En febrero de 2009, el espectáculo Darse Cuenta recibió una mención especial en los premios «Estrella de Mar» en la ciudad de Mar Del Plata. El mismo fue recibido por el director de la obra y todo el elenco. Durante todo el año 2009 Bravo continuó formando parte de Darse cuenta junto al elenco estable y también con nuevas incorporaciones como Antonio Grimau y Selva Alemán.
El 23 de noviembre de 2009, Manuela Bravo recibió en la esquina Carlos Gardel en Capital Federal, junto a Virginia Lago y Mónica Lerner, el premio Atrevidas, otorgado por la periodista Juana Patiño y que reconoce cada año la labor de mujeres que se han destacado en su profesión.
Durante el año 2010 Manuela Bravo continuó formando parte del espectáculo teatral Darse cuenta: teatro y reflexión cumpliendo el mismo sus 100 presentaciones y realizando en el mes de octubre de ese año una función especial por dicho festejo, y realizada en el Teatro Nacional Cervantes de Capital Federal.
En el año 2012 protagonizó ―en la sala Casacuberta del teatro San Martín― la comedia musical infantil La farolera, bajo la dirección de Virginia Lago y acompañada de un importante elenco.
En 2013 vuelve a protagonizar la comedia musical infantil La farolera en el Teatro La Rivera del barrio de La Boca, con la misma dirección de Virginia Lago pero con algunos cambios en el elenco.
En diciembre de 2014 viaja a Miami, Estados Unidos, para formar parte como invitada especial del espectáculo Gothic Tango en el Teatro Manuel Artime de dicha ciudad.
En el año 2016 se presenta en vivo en varias oportunidades brindando sus recitales en el Teatro Café "Bajo Tribuna" en el Hipódromo de Palermo en Capital Federal.
El 29 de diciembre de este año Manuela participa como invitada especial en el concierto "Nuevo Sol" de Patricio Arellano en el "Teatro Sony" en Capital Federal, cantando el tema a dúo titulado "Amor sin edad". En este evento participan otros artistas invitados como Romina Pugliese y Luz Cipriota.
En 2019 Manuela estrena el espectáculo musical "Duet" en "Gorriti Art Center" en Capital Federal - Ciudad de Buenos Aires acompañada por el cantante, compositor y productor Raúl Abramzon, acompañados en piano por Jorge Gioria, Johny Johns en trompeta y Horacio Lagrott como artista invitado. La coreografía de Margarita Fernández, Debora Lebendiker como Entrenador Vocal, María Marta Di Fonzo en la prensa y relaciones públicas y bajo una idea y realización de los mismos Manuela Bravo y Raúl Abramzon.
El 19 de septiembre del mismo año se vuelve a presentar nuevamente con el espectáculo "Duet" y junto a Raúl Abramzon en el Teatro Gastón Barral en Capital Federal, ciudad de Buenos Aires.
El 6 de diciembre del año 2022 se presenta junto a Dany Vilá en el Teatro CPM Multiescena en la avenida Corrientes de Capital Federal - Ciudad de Buenos Aires - Argentina en La Gala "Festival de la cancion Argentina" brindando un homenaje al cantante Sergio Denis.

## Radio y televisión
En 1984 participa en el programa de televisión "Festival de mi ciudad" por Canal 9 junto a Juan Verdaguer, Alex Nebur, Cacho Castaña, Ginamaría Hidalgo, Los Ángeles de Smith, José Luis Perales, Jorge Sobral, José Vélez y Carlos Torres Vila.
En el año 1985 participa como actriz en el programa de televisión "Sábados de comedia" en el capítulo "El hotel del mal rato" por canal 9 junto a Jorge Martínez, Cristina del Valle, Miguel Jordán, Constanza Maral, Ciro Correa, Horacio Márquez, Julio Gini, Pepe Díaz Lastra, Ricardo Dupont, Ricardo Morán y elenco.
En los años 1987 y 1988 Manuela es contratada por Gerardo Sofovich para cantar todos los domingos en el programa de televisión La noche del domingo por Canal 13.
Entre los años 1994 y 1996 Bravo condujo por Cable TVA (Televisión Argentina) el programa Hola música dedicado a la música latina. Dicho programa es emitido de lunes a viernes pasando los mejores videoclips de la música latina nacional e internacional, además de contar con la excelente conducción de Bravo, invitados de la talla de
Alejandro Lerner,
Mijares,
Enrique Iglesias,
Juan Carlos Baglietto,
Sandra Mihanovich, etc. y la participación del público con sus llamados telefónicos.
Participó como actriz en programas televisivos tales como:
Detective de señoras (con Fernando Lúpiz y César Pierry),
Diosas y reinas (con Ana María Picchio y Betiana Blum) por Canal 13,
Pensionados (con Damián de Santo y Patricia Palmer, entre otros) por Pol-ka/Canal 13.
En 2003 fue convocada por Canal 7 para grabar el video y la canción institucional de fin de año, junto a un coro de niños.
En 2004 fue llamada a conducir 30 y pico, un programa musical de tres horas de duración en vivo por Canal 7, que se convirtió en el éxito mayor de ese canal y en el éxito musical del año. Este programa fue conducido junto a Miguel Habud en su primera etapa quien fue reemplazado luego en el último periodo del ciclo por el cantante Rubén Mattos. Este éxito se extendió hasta marzo de 2005. Debido al éxito de 30 y pico, recibió la propuesta para conducir un ciclo radial que fue difundido en 200 radios de todo el país llamado Aquellos buenos tiempos, programa dedicado a la música de los años sesenta hasta la actualidad.
En 2006 Manuela realiza unos pasos de comedia junto a Eber Ludueña para el programa televisivo "Fuga a la medianoche" bajo la conducción de Alejandro Fantino.
En el año 2017 Manuela realiza la conducción por un par de fechas del programa "Si fuera como ayer" por CN23 reemplazando a la cantante Liliana Maturano. En este programa Manuela también participa como invitada especial en donde es entrevistada y canta temas de su repertorio.

## Álbumes solistas
- 1976: "Bésame mucho", CBS
- 1979: "A mi manera", CBS
- 1982: "Manuela Bravo", Polygram
- 1983: "Ámame, ahora con la lluvia", Polygram
- 1985: "Vivir", Polygram
- 1986: "Zona prohibida", CBS
- 1987: "Manuela Bravo", Polygram
- 1992: "Persona a persona", Música & Marketing
- 2004: "Demos Año 1994 y 2001 + Bonus", producción independiente
- 2005: "Hoy", Pro Com
- 2007: "20 Secretos de Amor", Sony/BMG
- 2007: "Momentos" (DVD), producción independiente
- 2011: "Hablo de vivir", Epsa
- 2011: "Tangos en voz y piano", junto a Ricardo Nolé, Epsa

## Simples/Singles/EPS
- 1975: Me está gustando / Recuerdos, tan solo recuerdos (Simple) (CBS).
- 1975: El fruto de nuestro amor / Para que el amor no muera entre los dos (Simple) (CBS).
- 1976: Manuela Bravo (EP) (CBS Bolivia). Temas: 1) Renuncio a tu manera de querer 2) Yo jugué contigo 3) Hoy 4) Tu ya sabes como
- 1976: El fruto de nuestro amor (EP) (CBS Bolivia). Temas: 1) Me está gustando 2) Recuerdos, tan solo recuerdos 3) El fruto de nuestro amor 4) Para que el amor no muera entre los dos
- 1976: Historia de una mujer / La noche de mi amor (Simple) (CBS).
- 1976: Bésame mucho / Yo daría mi vida (Simple) (CBS).
- 1977: La autora / Que más da (Simple) (CBS).
- 1977: Historia de una mujer (EP) (CBS Ecuador). Temas: 1) Historia de una mujer 2) Recuerdos, tan solo recuerdos 3) Me está gustando 4) La noche de mi amor
- 1978: En mi mundo / Tantas cosas me separan de ti (Simple) (CBS).
- 1978: A que no te vas / La sombra de mi ser (Simple) (CBS).
- 1979: Tu tonta compañera / Ya no vuelvo contigo (Simple) (CBS).
- 1980: Sola otra noche... sola / Ya no me amas ni yo te amo (Simple) (CBS).
- 1980: Porque soy tu amor / Me acostumbraré (Simple) (Polydor).
- 1981: Santa María / Aleluya la vida (Simple) (Polydor).
- 1982: Como tú ninguno / Los días del ayer (Simple) (Polydor).
- 1982: Para siempre en mi vida, tú / Estoy aquí, ayúdame (Simple) (Polydor).
- 1982: Adelántate a tu tiempo / Repítemelo (Simple) (Polydor).
- 1983: Ámame, ahora con la lluvia / Sí o no (Simple) (Polydor).
- 1983: Gorrión / Un mundo de 20 años (Simple) (Polydor).
- 1985: Nuestra última tarde / Fortuna (Simple) (Polydor).
- 1985: Tú y yo nunca fuimos nada / Dos que son como uno solo (Simple) (Polydor).
- 1985: Tú y yo nunca fuimos nada / Te regalo mis ojos (Simple) (Atlas).
- 1986: Alto, no sigas / No tengo ganas de hacerlo contigo (Simple) (CBS)
- 2003: Institucional Canal 7 Fin de Año 2003 (Canal 7 Producciones).
- 2011: Sueña luz (CD Single) (Néctar Música).
- 2011: Sueña luz (DVD Single) (Néctar Música / Dígito Producciones).
- 2019: En vivo Teatro Gastón Barral (EP Digital)
- 2020: Sola sin vos (Sirso Iseas Producciones).
- 2021: Cinco mil años (Sirso Iseas & Alambre González Producciones)
- 2021: De tus ojos (Sirso Iseas & Alambre González Producciones)

## Detalles Álbumes Solista
- 1976: "Bésame mucho" (CBS).Créditos del disco: Arreglos: Mario Muscio y Aquiles Roggero. Músicos que participan: Jorge Leone y su orquesta.

Temas:
1) Yo jugué contigo
2) Hoy
3) Si todos fuesen como tu
4) Tú ya sabes como
5) Amor y duda
6) El fruto de nuestro amor
7) Bésame mucho
8) Toma mi corazón
9) Renuncio a tu manera de querer
10) Yo daría mi vida
11) Me está gustando
- 1979: "A mi manera" (CBS). Créditos del disco: Músicos que participan: Jorge Leone y su orquesta, Mike Ribas y su orquesta, Ricardo Lew y su orquesta y Oscar Cardozo Ocampo y su orquesta. Dirección Artística: Carlos Dáttoli. Técnicos de grabación: Miguel Ángel Labraga y Oscar Giménez. Técnicos de mezcla: Roberto Labraga y Jorge Mosquito Garrido.

Temas:
1) Tu tonta compañera
2) Te lo dije
3) Lo siento mucho
4) La última en su vida
5) En mi mundo
6) A mi modo
7) Ya no vuelvo contigo
8) Tantas cosas me separan de ti
9) Valiente por irte de mi vida
10) Soy ante todo mujer
- 1982: "Manuela Bravo" (Pólygram). Créditos del disco: Músicos que participan: Eddie Sierra, Raúl Parentella y Emilio Valle.

Temas:
1) Adelantate a tu tiempo
2) Corazón loco
3) Estoy aquí, ayúdame
4) Santa María
5) Para siempre en mi vida tu
6) Los días del ayer
7) Fuego de amor
8) Repítemelo
9) Ángel de la mañana
10) Como tu ninguno
11) Distinto
12) Siempre hay algo más
- 1983: "Ámame, ahora con la lluvia" (Pólygram). Créditos del disco: Arreglos y dirección: Lalo de los Santos. Dirección artística: Adrián Posse. Técnico de grabación: Alberto Videla. Asistente de grabación: Gerardo Scola. Armado de sobre: Enrique Francalancia.

Temas:
1) Gorrión
2) Amame, ahora con la lluvia
3) Tu presa
4) Si o no
5) Un mundo de veinte años
6) Tristeza por mi
7) Donde estarás,
8) Solo trampas
9) Pedantería
- 1985: "Vivir" (Pólygram). Créditos del disco: Producción: Quique Berro y Daniel Castro. Arreglos y dirección: Quique Berro, Daniel Castro, Babú Cerviño, Leo Sujatovich y Eddie Sierra. Dirección artística: Javier M. Quesada. Ingeniero de grabación: Beto Videla. Asistente de grabación: Gerardo Scola. Fotos: Gustavo Calligaris. Vestuario: Jorge Pessino. Maquillaje: Juan C. González.

Temas:
1) Nuestra última tarde
2) Hija mía
3) Tu y yo nunca fuimos nada
4) Querido
5) Solo una mujer
6) Te regalo mis ojos
7) Dos que son como uno solo
8) Puedo estar con vos
9) Solo la pasajera
10) Fortuna
- 1986: "Zona prohibida" (CBS). Créditos del disco: Arreglos y dirección: Pelusa Navarro. Dirección artística: Richard Mochulske. Ingenieros de grabación y mezcla: Charly López, Tito Huber y Omar Reynoso. Corte: Salvador Risiglione. Maquillaje: Juan Carlos López. Peinados J.C. Coiffeur. Fotografía: Guillermo Cimadevilla. Diseño gráfico: Estudio Cimadevilla.

Temas:
1) Alto, no sigas
2) Quiéreme de frente
3) No me compliques la vida
4) Amantes como tu hay a montones
5) El peso de la soledad
6) Lobo
7) Una tonta incurable
8) Me estoy acostumbrando a no extrañarte
9) Ese, como tu lo llamas
10) No tengo ganas de hacerlo contigo.
- 1987: "Manuela Bravo" (Pólygram), compilado. Créditos del disco: Distribuido por RCA Limited.

Temas:
1) Nuestra última tarde
2) Amame, ahora con la lluvia
3) Tu y yo nunca fuimos nada
4) Si o no
5) Querido
6) Solo trampas
7) Solo una mujer
8) Donde estarás
9) Te regalo mis ojos
10) Pedantería
11) Solo la pasajera
12) Tu presa
- 1992: "Persona a persona" (Música & Márketing). Créditos del disco: Teclados, guitarras, arreglos y dirección artística: Eddie Sierra. Saxo: Sebastián Schon. Coros: Eddie Sierra, Pila y Mirtu. Técnico de grabación: Guido Nisenson. Producción artística: Manuela Bravo. Fotografía: José Luis Massa. Maquillaje: Juan Carlos López. Peinado: Roberto Giordano.

Temas:
1) El amor
2) Siempre arriba
3) Persona a persona
4) Hechizada
5) Háblale
6) Se nos rompió el amor
7) Miéntete
8) Quiero volver atrás
9) Una más
10) Porque te vas ahora
- 2004: "Demos año 1994 y 2001 + Bonus" (no editado comercialmente). Créditos del disco: Producción: Sebastián Schon. Arreglos: Carlos Noceti.

Temas:
1) Solo pienso en ti
2) Yo iré
3) Es tu tiempo
4) Otra forma de amor
5) Si te dejara de amar
6) Brújula loca
7) Baila que baila
8) Señora resignación
9) Todavía
10) Institucional Canal 7 Fin de año
- 2005: "Hoy" (Pro Com S.R.L.). Créditos del disco: Arreglos: Carlos Noceti, Eddie Sierra y Luis Terreno. Guitarras: Ricardo Lew. Coros y teclados: Ariela Kantor y Carlos Noceti. Piano: Ricardo Nolé. Mezcla y remasterización: Carlos Noceti. Fotos: Sergio Marra. Vestuario: Kess Von Kess. Peinado: Sergio para Ensamble 1. Grupo musical invitado: Trocha Angosta.

Temas:
1) Te regalo mis ojos
2) Alto, no sigas
3) Santa María
4) Me está gustando
5) Estoy sola
6) Miéntete
7) Se nos rompió el amor
8) No llores por mi Argentina
9) Una más
10) Aleluya la vida
11) Felicítame
12) El día que me quieras
13) Naranjo en flor
14) No me compliques la vida
15) Háblale
16) Para decir adiós (con Trocha Angosta) (Bonus track).
- 2007: "20 Secretos de amor" (Compilado) (Sony/BMG). Créditos del disco: Arreglos: Mario Muscio y Aquiles Roggero. Músicos que participan: Jorge Leone y su orquesta, Mike Ribas y su orquesta y Ricardo Lew y su orquesta. Fotos: Archivo SONY BMG.

Temas:
1) Hoy
2) Si todos fuesen como tú
3) Amor y duda
4) El fruto de nuestro amor
5) Bésame mucho
6) Toma mi corazón
7) Yo daría mi vida
8) Me está gustando
9) A que no te vas
10) La sombra de mi ser
11) Tu tonta compañera
12) Lo siento mucho
13) La última en su vida
14) En mi mundo
15) A mi modo
16) Ya no vuelvo contigo
17) Tantas cosas me separan de ti
18) Te lo dije
19) Sola otra noche...sola
20) Ya no me amas ni yo te amo
- 2011: "Hablo de vivir" (Epsa Music). Créditos del disco: Arreglos: Daniel Vilá, Luis Terreno, Raúl Parentella, Cuti Carabajal, Roberto Carabajal y Carlos Noceti. Músicos que participan: Daniel Vilá, Raúl Parentella, Cuti Carabajal, Roberto Carabajal, Trocha Angosta, Luis Terreno, Leandro Bulacio y Carlos Noceti. Grabación: Jorge Peso, Luis Terreno, Raúl Parentella, Beto Cerini y Carlos Noceti. Masterización: Luis Terreno. Compaginación final de audio: Alberto Horst. Peinados: Hair Look. Maquillaje: Laura Frigerio Miró. Vestuario: Kess Von Kess. Fotos: Carlos Furman. Diseño de arte: Pablo Vallone. Producción artística y ejecutiva: Manuela Bravo. Producción para EPSA MUSIC: Laura Tesoriero.

Temas:
1) Hablo de vivir
2) Honrar la vida
3) Darse cuenta
4) El faro
5) Contra viento y marea
6) Gracias a pesar de todo
7) Perfume de carnaval (Con Cuti Carabajal y Roberto Carabajal).
8) Se puede
9) Tu nombre me sabe a hierba
10) Viví en tus ojos
11) Te quiero, te quiero (con Daniel Vilá).
12) Los artistas
13) Para decir adiós (con Trocha Angosta).
14) No llores por mi Argentina
- 2011: "Tangos en voz y piano" (Epsa Music); únicamente en formato digital. Créditos del disco: Músico invitado en piano: Ricardo Nolé.

Temas:
1) Naranjo en flor
2) Cuando tú no estás
3) Fiesta y milonga
4) Los mareados
5) En esta tarde gris
6) Tarde
7) Caserón de tejas
8) El corazón al sur
9) Nostalgias
10) El día que me quieras
11) Martirio

## Participaciones en otros discos
- 1975: 14 súper voltops 75 (CBS); tema: «El fruto de nuestro amor»
- 1975: Festival de éxitos 76 (CBS); tema: «Me está gustando»
- 1975: La dulzura del bolero vol. 7 (CBS); tema: «Hoy»
- 1976: Música para amar volumen 2 (CBS); tema: «Para que el amor no muera entre los dos»
- 1976: 14 súper voltops 76 (CBS); tema: «Bésame mucho»
- 1977: Música para amar vol.3 (CBS); tema: «La noche de mi amor»
- 1977: Festival de éxitos ’78 (CBS); tema: «La autora»
- 1978: Festival de éxitos ’79 (CBS); tema: «En mi mundo»
- 1978: Los primeros del ranking, vol. 2 (CBS); tema: «A que no te vas»
- 1979: A solas con mujeres (Epic); tema: «En mi mundo»
- 1979: Voltops ’79 (CBS); tema: «Tu tonta compañera»
- 1980: Ritmo a todo color, banda original de sonido de la película (ATC Producciones Fonográficas); tema: «Porque soy tu amor»
- 1980: Música al sol (Polydor); tema: «Porque soy tu amor»
- 1981: En buena compañía, volumen 2: río Paraná (CBS); tema: «Hoy»
- 1981: Favoritos en castellano (Philips); tema: «Santa María»
- 1981: Favoritos en castellano vol.2 (Philips); tema: «Distinto»
- 1982: Favoritos en castellano (Philips); tema: «Adelántate a tu tiempo»
- 1982: Los 15 máximos (RCA); tema: «Adelántate a tu tiempo»
- 1982: Los 15 máximos (Phonogram); tema: «Para siempre en mi vida tú»
- 1982: Exclusivo para ellos (CBS); tema: «Hoy»
- 1983: Favoritos en castellano vol. 4 (Pólygram); tema: «Como tú, ninguno»
- 1986: Lo mejor del año: 14 grandes éxitos (CBS); tema: «No tengo ganas de hacerlo contigo»
- 1988: Ahora... con todo (Orlando Netti) (CBS); tema: «Nuevamente muy enamorados» (a dúo con Orlando Netti).
- 1992: Novedades: Música & Marketing S. A., disco de promoción (Música & Márketing); temas: «Persona a persona» y «Quiero volver atrás»
- 1996: Selección (Industria Nacional & Amigos) (Epsa Music); temas: «Noche de ronda», «Laia Laia», «Aquellos ojos verdes», «Cielito lindo» (potpurri junto al grupo musical Industria Nacional).
- 1998: Lo mejor de nuestra música 18 (Música & Márketing); tema: «Se nos rompió el amor»
- 1998: El día después, con el Coro Kennedy y varios artistas (PIE); tema: «Rutas del alma» (junto a Cristina Alberó, Las Blacanblus, Alejandro Lerner, Juan Carlos Baglietto, Virginia Luque, El Bahiano, Sandra Ballesteros, Valeria Lynch, Georgina Barbarossa, Daniel Melingo, Laura Miller, Cecilia Milone, Lionel Campoy, Claudio Morgado, Fabiana Cantilo, Marcelo Moura, Natalia Oreiro, Carica, Adrián Otero, Mario Clavell, Florencia Peña, Piero, Ignacio Copani, Raúl Porchetto, Willy Crook, Willy Quiroga, Divina Gloria, Diego Ramos, Patricia Etchegoyen, Estela Raval, Marián Farías Gómez, Marilina Ross, Alberto Favero, Fena Della Magiora, Rodolfo García, Guillermo Guido, Ricardo Soulé, César Isella, Juanse, Sandra Mihanovich, Teresa Parodi, el padre Farinello, el coro Kennedy, Nancy Anka, Ariel Leira, María Belén Aramburu, Gustavo Lutteral, Connie Marino, Bárbara Bourse, Daisy May Queen, Vicky Buchino, Vane Mihanovich, Alfonso Burgos, Hernán Caire, María José Cantilo, Iván Mudryj, Cuti Carabajal, Damián Oliver, Roberto Carabajal, Karin Cohen, Matías Conte, Juan Ponce De León, César Banana Pueyrredón, Pamela Rodríguez, Jorge Rossi, Camilo García, David Rotemberg, Marcelo San Juan, Aníbal Silveyra, Miguel Habud, Florencia Ibáñez, Marcelo Trepat, Miguel Zavaleta, Julia Zenko, Diana Lamas, Las Sabrosas Zarigüeyas, y Fabián Prado).
- 1999: Todo amor (Orlando Netti), compilado (Sony Music Entertainment Argentina); tema: «No te prometo» (a dúo con Orlando Netti).
- 1999: La música (Saúl Cosentino) (Música & Márketing); tema: «De vuelta de nada»
- 2000: Mujeres, primera edición (Guillermo Guido) (Magenta); tema: «No te prometo» (a dúo con Guillermo Guido).
- 2000: Promocional PCD 386 (Silvestre (cantante) / Guillermo Guido) (Magenta/BMG); tema: «No te prometo» (a dúo con Guillermo Guido).
- 2002: Mujeres, segunda edición (Guillermo Guido) (Grúa Récords); tema: «No te prometo» (a dúo con Guillermo Guido).
- 2004: RECordando (Magenta); tema: «No te prometo» (a dúo con Guillermo Guido).
- 2005: Verano 2006: difusión 002 (Pro Com); tema: «Te regalo mis ojos»
- 2006: Rec Inolvidables: versiones originales (Pro Com); tema: «Te regalo mis ojos»
- 2006: 30 y pico, vol. 4 (Magenta); tema: «No te prometo» (a dúo con Guillermo Guido).
- 2006: Los ídolos de siempre (La Laida); tema: «No te prometo» (a dúo con Guillermo Guido).
- 2007: El show de AJ (Garra Records); tema: «Te regalo mis ojos»
- 2007: Trocha Angosta en vivo, DVD con Trocha Angosta (MossProducciones); tema: «Solo por un día» (en vivo junto a Trocha Angosta).
- 2007: Original (Trocha Angosta) (Zaf Records); tema: «Derroche» (junto a Trocha Angosta).
- 2011: Darse cuenta: teatro y reflexión; CD para no videntes; temas: «Honrar la vida, Contra viento y marea y Darse cuenta».
- 2011: Sueña luz: con un granito de arena (Néctar Música); tema: «Sueña luz» (junto a David Bolzoni, Juan Carlos Baglietto, Luciano Pereyra, Patricia Sosa, Rubén Goldín, Sandra Mihanovich, Soledad Pastorutti y Valeria Lynch).
- 2011: Sueña luz: con un granito de arena DVD, videoclip oficial (Néctar Música / Dígito Producciones); tema: «Sueña luz» (junto a David Bolzoni, Juan Carlos Baglietto, Luciano Pereyra, Patricia Sosa, Rubén Goldín, Sandra Mihanovich, Soledad Pastorutti y Valeria Lynch).
- 2011: Si fuera como ayer CD (Garra Records); tema: «Te regalo yo mis ojos»
- 2011: Si fuera como ayer DVD (Garra Records); tema: «Te regalo yo mis ojos»
- 2011: Si fuera como ayer CD + DVD (Garra Records); tema: «Te regalo yo mis ojos»
- 2013: Nada te turbe (Francisco Pesqueira) canta poetas (Lazcoz Producciones); Temas: «Papel mojado» y bonus track todas las voces
- 2013: "Disfrutando De La Música, Vol.3 MP3 Music (Teleclic); tema: «Te regalo yo mis ojos»
- 2013: "Para mayores de 30 Vol. 2 (Proel Music); tema: «Te regalo yo mis ojos»
- 2015: Autora (María José Demare) (Pelo Music); tema: «Cuando el miedo nos devora» (a dúo con María José Demare).

## DVD
- 2007: Momentos (edición independiente realizada por fanes, recopilación de videoclips, canciones en películas y presentaciones en televisión). Edición limitada.

Temas:
1) Valiente por irte de mi vida
2) A mi manera
3) Porque soy tu amor
4) Como tú ninguno
5) Persona a persona
6) Porqué te vas ahora
7) No llores por mi Argentina
8) Estoy sola
9) Alto, no sigas
10) Santa María 
11) Me está gustando
12) Nostalgias
13) Los hermanos
14) La cigarra
15) Disculpe
16) Me está gustando
17) Me está gustando
18) Alto, no sigas
19) Alto, no sigas
20) Te regalo mis ojos
21) Me está gustando
22) No llores por mi Argentina
23) Me está gustando
24) Tan solo por un día
25) Me está gustando
26) No llores por mi Argentina
27) Me está gustando
28) Te regalo mis ojos

## Discografía reeditada digitalmente
- 2011 "Hoy", Epsa Music - Edición original del año 2005 por Pro Com S.R.L.
- 2015: "Bésame mucho", Sony Music Entertanment Argentina S.A. - Edición original del año 1976 por CBS
- 2015: "A mi manera", Sony Music Entertainment Argentina S.A. - Edición original del año 1979 por CBS
- 2015: "Zona prohibida", Sony Music Eentertainment Argentina S.A. - Edición original del año 1986 por CBS

## Videoclips
- 1988: Nuevamente muy enamorados dúo junto a Orlando Netti.
- 1992: Persona a persona (Frame Producciones).
- 1992: Por qué te vas ahora (Frame Producciones). Dirección: Alfredo Lois. Producción: Sergio Diadizo. Iluminación: Leandro Martínez. Vestuario: Sandra Copat.
- 1998: Rutas del alma (Estudio El Pie), junto a Cristina Alberó, Las Blacanblus, Alejandro Lerner, Juan Carlos Baglietto, Virginia Luque, El Bahiano, Sandra Ballesteros, Valeria Lynch, Georgina Barbarossa, Daniel Melingo, Laura Miller, Cecilia Milone, Lionel Campoy, Claudio Morgado, Fabiana Cantilo, Marcelo Moura, Natalia Oreiro, Carica, Adrián Otero, Mario Clavell, Florencia Peña, Piero, Ignacio Copani, Raúl Porchetto, Willy Crook, Willy Quiroga, Divina Gloria, Diego Ramos, Patricia Etchegoyen, Estela Raval, Marián Farías Gómez, Marilina Ross, Alberto Favero, Fena Della Magiora, Rodolfo García, Guillermo Guido, Ricardo Soulé, César Isella, Juanse, Sandra Mihanovich, Teresa Parodi, el padre Farinello, el Coro Kennedy, Nancy Anka, Ariel Leira, María Belén Aramburu, Gustavo Lutteral, Connie Marino, Bárbara Bourse, Daisy May Queen, Vicky Buchino, Vane Mihanovich, Alfonso Burgos, Hernán Caire, María José Cantilo, Iván Mudryj, Cuti Carabajal, Damián Oliver, Roberto Carabajal, Karin Cohen, Matías Conte, Juan Ponce De León, César Banana Pueyrredón, Pamela Rodríguez, Jorge Rossi, Camilo García, David Rotemberg, Marcelo San Juan, Aníbal Silveyra, Miguel Habud, Florencia Ibáñez, Marcelo Trepat, Miguel Zavaleta, Julia Zenko, Diana Lamas, Las Sabrosas Zarigüeyas, y Fabián Prado.
- 2003: Institucional de fin de año (Canal 7) junto a Alicia Ríos y coro de niños). Participan en el video: Coco Sily, Rosario Lufrano, Jorge Rossi, Silvia Fernández Barrio, Marita Ballesteros, Luis Roberto González Rivero, María Belén Aramburu, Federica País, Horacio Fontova, entre otros.
- 2004: Con esperanza en la voz junto a María Concepción César, La Tota Santillán, Silvana Di Lorenzo, Estela Raval, Miguel Habud, Guillermo Guido, Cecilia Milone, El Coro Kennedy de niños, Juan Darthés, Raúl Lavié, entre otros.
- 2011: Sueña Luz junto a Patricia Sosa, Juan Carlos Baglietto, Sandra Mihanovich, Luciano Pereyra, Soledad Pastorutti, Rubén Goldín, Valeria Lynch y David Bolzoni. Producción y dirección artística: Eduardo Frigerio. Ingenieros de grabación y mezcla: Federico San Millán y César Borra. Producción ejecutiva: Débora Rubbiani. Coros: Florencia Ciarlo. Arreglos: Gustavo Nano Novello. Guitarra: Pablo Akselrad. Grabado y mezclado en Néctar Música. Producción audiovisual, realización y posproducción: Carolina Garay. Cámaras: Lucrecia De Grazia y Diego Fernández.
- 2020: Juntos somos la voz del mundo junto a Adrián Navarro, Adriana Szusterman, Patricia Sosa, Juan Fuentes, Facundo Toro, Álvaro Teruel, Pichu, Musha Carabajal, Coro Kennedy, Maly Reis, Belén Herrera, Larry de Clay, Belén Soria, Chaqueño Palavecino, La Cantada, Patricio Arellano, Claudia Tejada, Omar Calicchio y Juli Strauch. Orquesta Juvenil de Dolores (Uruguay): Violines: Elías Cardoso (Director Orquesta Juvenil), Delfina López y Valentino Bobbio. Viola: Elías Lapaz. Cello: Clara Orellano. Piano: Santiago Alvarado. Bajo y Contrabajo: Federico Palmolella. Batería: Esteban Tonetti. Guitarra acústica y ukelele: Jando Sasso. Arreglo musical: Jando Sasso y Santiago Alvarado. Letra: Silvina Tenorio y Adriana Szusterman. Textos narrados: Silvina Tenorio. ONG Sea Señas en Acción: Ágata Fornasa. Interpretación de Lengua de Señas Argentina: Ana Carina Núñez. AM 1170 La Radio de Mi País. Edición de Audio y Mezcla: Esteban Tonetti. Edición de Video y Postproducción General: Javier Pérez Etably y Damián Pérez Etably. Idea Original y Dirección Artística: Jando Sasso. Producciones El Sello.
- 2020: Sola sin vos - Productor artístico, bajo y teclado: Sirso Iseas. Guitarra eléctrica: Alambre González. Grabación y mezcla: Franco Murua. Grabado en estudio Triada. (Sirso Iseas Producciones).
- 2021: Cinco Mil Años - Producción artística, bajo, teclados y batería: Sirso Iseas. Guitarra eléctrica líder: Alambre González. Piano: Sergio Villar. Guitarra Base: Franco Murua. Producido por Estudio Triada. Video C-C Producciones Audiovisuales.

## Cine y videos
- 1979: Cuatro pícaros bomberos junto a Ismael Echeverría, Alberto Anchart (h), Gianni Lunadei, María Noel, Charly Diez Gómez, Nelly Prono, Juan Manuel Tenuta, Beatriz Spelzini, Luis Dávila, Jorge Villalba, Marcelo José, Raúl Ricutti, Juan Carlos Lama, Pedro Martínez, Mercedes Yardín, Héctor Doldi, Juan Quetglas, Matilde Mur, Jaimito Cohen, Lisardo García Tuñón, Osvaldo Cabrera y Julián Miró.
- 1980: La canción de Buenos Aires junto a Guillermo Fernández, Ricardo Darín, Rita Terranova, Pablo De Tejada, Elena Cruz, Fernando Siro, Susana Ortiz, Renée Roxana, Karim, Juan Carlos Damia, Sebastián Manzone, Ernesto Michel, Felipe de Aristegui, Coca Álvarez, Diana Martín, Olga Bruno, Jeannette Monique y Silvia Curet. Editada en formato VHS por Beverly Hills Video Home Producciones.
- 1980: Ritmo a todo color junto a Antonio Grimau, Silvia Arazi, Alfredo Barbieri, Carlos Rotundo, Juan Marcelo, Jorge Barreiro, Alberto Cortez, Los Bárbaros, Los Parchís, Pedro Marín, Laura Miranda, José Luis Perales, Silvestre, Mari Trini, Trocha Angosta, Roberto Carnaghi, Aldo Pastur, Ernesto Michel, Daniel Zaccai, Miguel A. Porro, Mario Fortuna (h), Ricardo Luvaris, Daniel Loisi, Juan Quetglas, Miche Galeano, Juan Carlos Alegre, Cristina Aroca, Jorge Varas, Oscar Manone, Marcos Mutante, Miguel Fontes, Nicolás Cosdasco, Sandra Muñoz, Cristina Scaro y Rubén Villar.
- 1983: Se acabó el curro junto a Víctor Laplace, Julio De Grazia, Moria Casán, Tulio Loza, Dalma Millevos, Noemí Alan, Adriana Brodsky, Javier Portales, Osvaldo Tesser, Lucrecia Capello, Aldo Piccioni, Inés Murray, Jorge Velurtas, Carmen Iriondo, Mary Carmen Ureta, Orlando Sacha, Ricardo Fernández, Arturo Pomar, Saúl Jarlip, Samuel Heilman, Cecilia Di Carlo, Margarita Heindryok, Lelio Lesser, Jorge Ochoa, Rafael Chumbita, Luis Rusconi, Beatriz Thibaudin, Marina Magali, Rodolfo Carrión, Edy Guzmán, Fernando Farres, Jenny Negri, Mario Mankevich, Ana Luisa Cabrera, Ginette Castagnet y Sofía Navarro. Editada en formato VHS por Video Láser.
- 1984: Los tigres de la memoria junto a Alberto de Mendoza,  Olga Zubarry, Carlos Carella, Carlos Muñoz, Raúl Parini, Gigí Ruá, Boy Olmi, Eduardo Camacho, Andrea Barbieri, Dolores Dali, Jorge D’Elia, Felipe Méndez, Pablo Brichta, Hugo Caprera, Max Berliner, Eduardo Suárez, José María López, Hugo Midón, Néstor Sánchez, Roberto Caminos, Luis F. Romero, María Beatriz Nicolás, Carlos Babizuk, Willy Branca, Dante Bressan, Juan Carlos Corazza, Mariano Dayup, Liliana Faifer, José Luis Fernández, Samuel Heilman, Aída Merell, Lilí Navarro, Nilda Raggi y Débora Vidret. Editada en formato VHS por Cóndor Video.
- 2007: Trocha Angosta en vivo: 38 años junto a Ricardo Roffo, Enrique Fernández de Gamboa, Luis Terreno, Teddy Galli, Carlos Roffo, Ricky Saxon, Tonino y Alberto Martín. Editada en DVD por MossProducciones.
- 2020: Arte en cuarentena junto a Víctor Laplace, Nora Cárpena, Rita Terranova, Carolina Papaleo, Claudia Cárpena, Esther Goris, Héctor Gióvine, Divina Gloria y Virginia Lago.

## Radio
- 1990: Manuela Bravo chimenta, por Radio FM Latina.
- 2005: Aquellos buenos tiempos.

## Televisión
- 1984 ¨Festival de mi ciudad por Canal 9 junto a Juan Verdaguer, Alex Nebur, Cacho Castaña, Ginamaría Hidalgo, Los Ángeles de Smith, José Luis Perales, Jorge Sobral, José Vélez y Carlos Torres Vila.
- 1985: Sábados de comedia - Capítulo: El hotel del mal rato, por Canal 9, actriz, junto a Jorge Martínez, Cristina del Valle, Miguel Jordán, Constanza Maral, Ciro Correa, Horacio Márquez, Julio Gini, Pepe Díaz Lastra, Ricardo Dupont, Ricardo Moran y elenco.
- 1987 - 1988: La noche del domingo - por Canal 13 - Cantante contratada para cantar todos los domingos. Conducción: Gerardo Sofovich.
- 1991: Detective de señoras, por Canal 13, actriz, junto a Fernando Lúpiz y César Pierry.
- 1993: Diosas y reinas, por Canal 2, actriz, junto a Ana María Picchio, Betiana Blum y elenco.
- 1994, 1995 y 1996: Hola música, por Cable TVA, conducción.
- 2003: Vídeo Institucional Fin de Año de Canal 7 - Manuela graba la canción Institucional y el vídeo junto a un coro de niños.
- 2004: Los pensionados, por  Canal 13; actriz, junto a Damián De Santo, Cecilia Dopazo, Agustina Cherri, Marcela Kloosterboer, Guido Kaczka, Luciano Pereyra, Sabrina Carballo, Walter Quiroz, Alejo Ortiz, Patricia Palmer, Laura Oliva, Pablo Alarcón, Daniel Aráoz, Verónica Lozano, Luisana Lopilato, Florencia Bertotti, Carla Peterson, Nicolás Vázquez, Catarina Spinetta, Sebastián Estevanez, María Fernanda Callejón, Laura Azcurra, Mariana Fabbiani, Alberto Martín, Favio Posca, Marcelo de Bellis, Eduardo Carrera, y Ananda Li.
- 2004-2005: 30 y pico, por Canal 7; conducción y cantante, junto a Miguel Habud, Liliana Pécora, Rubén Mattos, Haydeé Padilla, Daniel Colao, Mariana Clark, Omar Pini, Raúl Martorel y cuerpo de baile (entre ellos Adabel Guerrero y Antonela Sampieri).
- 2006: Fuga a la medianoche - Participación especial, actriz y cantante - Sketchs cómicos junto a Eber Ludueña.
- 2007: Velada Romántica - Transmisión recitales en vivo de tres íconos de la canción Manuela Bravo, Paz Martínez y Cacho Castaña por Canal 26.
- 2017: Si fuera como ayer, por CN23, conducción por un par de programas reemplazando a la cantante Liliana Maturano.
- 2019: Polémica en el bar por América TV - Participación especial como actriz y cantante.
- 2022: Primer Festival de la Canción Argentina - Cuarta Edición - La Gala - Homenaje a Sergio Denis - Canal 7 - Acompañada por Dany Vilá.
- 2023: Secretos verdaderos - Sergio Denis, re quiero tanto - Canal América TV - Participación especial.

## Teatro y Presentaciones
- 1977 Fiesta Nacional de la Manzana en Río Negro junto a Virginia Luque.
- 1978: Espectáculo musical en Enterprise (ciudad de Mar del Plata) (Provincia de Buenos Aires) junto a Oscar Alemán y Osvaldo Pugliese.
- 1980: Operativo Cantable '79, en el teatro Trovador de la ciudad de Mar del Plata (Provincia de Buenos Aires) junto a Mariano Mores, Estela Raval, Juan Carlos Mareco, Mario Sánchez, José Ángel Trelles, Tito Martino, Los Gromas, Canto Duo, Graciela y Jorge, Héctor Gagliardi, Claudia Mores y Nito Mores. Dirección general: Ricardo Romero.
- 1982: Temporada en la ciudad de Mar del Plata (Provincia de Buenos Aires), junto a Facundo Cabral.
- 1988: A pedido del público, en Teatro Nihuil de la ciudad de Necochea (Provincia de Buenos Aires) junto a José Luis Gioia, Guillermo Camblor y gran elenco.
- 1992: Cabaret Nevado, en el Teatro Hotel Piscis, de la ciudad de Las Leñas (Provincia de Mendoza), junto a Marikena Monti, María Volonté, Sergio Pelagani, Larry en humor, cuerpo de baile y orquesta en vivo, bajo la dirección de Lía Jelin con idea y producción general de Carlos Furnaro y Pablo Sodor.
- 1998: Manuela piano y tango, en Clásica y Moderna en la Ciudad de Buenos Aires, junto a Ricardo Nolé.
- 2003: Gira provincia de Buenos Aires, junto a Teresa Parodi, María Graña y Antonio Tarragó Ros.
- 2005: Manuela Bravo y Trocha Angosta, en gira por todo el país junto al grupo musical Trocha Angosta.
- 2005: Historias de luces y sombras las calles de Buenos Aires, en Teatro Manuel Artime de la ciudad de Miami (Estados Unidos) junto a Oscar Caballero, Roxana Garber, Miguel Arrabal, Jorge Vernieri, Renyel Rivero, Elías Garnik, Neris González y cuerpo de baile. Idea, producción y dirección: Oscar Caballero y Roxana Garber.
- 2007: Planeta Show, en Teatro Liceo de la Ciudad de Buenos Aires (Capital Federal) junto a Campi, Bicho Gómez, Gladys Florimonte, Ingrid Grudke, Martín Russo, Ximena Capristo, Gabriela Villalba, Hector Carrozo, Juan Pablo Piancino, Celina Barabino, Giselle Bobolis, Carlos Bernal, Abel Faccini, Judith Kovalovsky, Julia Montiliengo, Andrea Silva y Luciana Guerra. Producción: Jorge Guinzburg y Daniel Comba.
- 2008: Manuela Bravo presenta en Azabache Cena Show, en la Ciudad de Buenos Aires, con invitados como Trocha Angosta e Industria Nacional.
- 2008: Coro Kennedy 25 años, en Auditorio de Belgrano (Ciudad de Buenos Aires), junto al Coro Kennedy, Miguel Ángel Rodríguez, La Tota Santillán, César Isella, Divina Gloria, Guillermo Guido, Iliana Calabró, Raúl Porchetto y elenco.
- 2011: Cierre de temporada 2011, Paseo Hermitage de la ciudad de Mar del Plata (Provincia de Buenos Aires) junto a José Luis Rodríguez y Thian.
- 2011: Festejo de los 30 años de Florida Oeste, Club Ameghino (Vicente López, provincia de Buenos Aires) junto a Raúl Lavié.
- 2011: Fiesta Provincial de la Lectura, en Tecnópolis (Villa Martelli, provincia de Buenos Aires), junto a Eduardo Blanco, Puma Goity, Ingrid Pelicori, Mónica Lerner, Víctor Laplace, Juan Palomino, Pepe Soriano, Virginia Lago, Antonio Grimau, Antonio Tarrago Ros, Alejandro Awada, Alejandra Darín, Claudio García Satur, Maximiliano Guerra y La Galera Encantada.
- 2011: Manuela Bravo en Concierto en Teatro UOCRA (de la Ciudad de Buenos Aires), y sala Hugo del Carril junto a los músicos Eduardo Mac William en guitarra eléctrica y coros, Gustavo Arguello en batería y Ariela Kantor en teclados y coros.
- 2011: Velma Café, con María José Demare; presentación del CD Ella (Ciudad de Buenos Aires), invitada especial junto a María José Demare y otros invitados como Mavy Díaz y Javier Caumont.
- 2008, 2009, 2010, 2011, 2012, 2013 y 2014: Darse cuenta: teatro y reflexión. Gira nacional por todo el país junto a Víctor Laplace, Virginia Lago, Antonio Grimau, Mario Pasik, Arturo Puig, Selva Alemán, Claribel Medina, Luisa Kuliok, Mónica Lerner, María del Carmen Valenzuela, Ingrid Pelicori, Alejandro Awada, Leonor Benedetto, Simón Fahey, Rocío Bertone, Paula Pourtalé y actores locales de los distintos municipios. Dirección: Daniel Marcove.
- 2012: 136.º Aniversario de la ciudad de Guaminí, en el Centro Cultural Municipal Sociedad Española de la ciudad de Guaminí (Provincia de Buenos Aires), junto a Roxana Carabajal.
- 2012: La farolera, en la sala Casacuberta del teatro San Martín (Ciudad de Buenos Aires), junto a Mariana Gióvine, Gabriel Rovito, César Bordón, Ana Iniesta, Juan Pablo Galimberti, Franco Moix, Facundo Rubiño, Verónica Alvarenga, Viviana Quiroga, Fabián Bagnato, Violeta Zuvialde, Jorge Seleme, Miryam Strat y los músicos: Marcelo Álvarez, Emilio Álvarez, Lionel Mórtola y Carlos Serra. Dirección: Virginia Lago. Diseño de escenografía y arte: Héctor Calmet y Pablo Calmet. Diseño de vestuario: Valentina Bari. Diseño de iluminación: Héctor Calmet y Miguel Morales. Coreografía: Sebastián Corega. Música original, arreglos y dirección musical: Marcelo Álvarez. Este espectáculo fue declarado de Interés Cultural por la Legislatura de la ciudad de Buenos Aires.
- 2013: Show de María José Demare, en la Biblioteca Café de la Ciudad de Buenos Aires; invitada especial, junto a María José Demare.
- 2013: Roberto Piazza y sus tangos, en 36 Billares (Ciudad de Buenos Aires); invitada especial, junto a Roberto Piazza, Walter Vázquez, Marcelo Correa, Ariel Maida, Majo Sánchez y Alejandro Figliolo.
- 2013: Nada te turbe; en teatro El Búho (Ciudad de Buenos Aires); actor: Francisco Pesqueira; Manuela Bravo: voz en off. Junto a Marilí Machado, Cecilia Baraz, María José Demare, Mónica Posse, Vicky Buchino, María José Cantilo, Silvina Garré, Julia Zenko, Elena Roger, Gachi Leibovich, Georgina Hassan, Miriam Martino, Claudia Puyó y Sol De Raco.
- 2013: 101 años de Munro, en el Centro Cultural Munro (Provincia de Buenos Aires), junto a los músicos Eduardo Mac William en guitarra eléctrica y coros, Gustavo Arguello en batería y Ariela Kantor en teclados y coros.
- 2013: La farolera, en el teatro La Ribera (en el barrio de La Boca, Ciudad de Buenos Aires); junto a Mariana Gióvine, Gabriel Rovito, Facundo Rubiño, Sebastián Codega, Verónica Alvarenga, Violeta Zuvialde, Miryam Strat, Luciana Vieyra, Omar Kuhn, Jorge Seleme, Juan Pablo Galimberti y Franco Moix. Los músicos son Marcelo Álvarez, Emilio Álvarez, Lionel Mórtola y Carlos Serra. Dirección: Virginia Lago.
- 2013: Roberto Piazza despide el año con mujeres, en República de Acá (Ciudad de Buenos Aires) junto a Roberto Piazza, Vicky Buchino, María José Demare, Lissa Vera y Nacho Silva.
- 2014: Casino del Bono Park, ciudad de San Miguel de Tucumán, cena show.
- 2014: Gothic Tango, en el teatro Manuel Artime de la ciudad de Miami (Estados Unidos), junto a la compañía Tango Times Dance Company, Oscar Caballero, Roxana Garber, Cristina Longo, Aníbal Berraute Cuarteto, Yukie Kawanami y los bailarines: Gabriel Toppino, Silvana Ariza, Effy Polizogopulos, Ricardo Rick Read, Karel Wolberg, Carlos Bueno, Sebastián Kaz, Verónica Seleiman, Laura TenZijthoff, Facundo Bianchi López, Michi Dickinson, Alex Watanabe y Carolina Cabal Speroterra.
- 2015: CD Autora de María José Demare, en La Usina del Arte en la Ciudad de Buenos Aires, invitada especial junto a María José Demare y otros invitados como: Raúl Lavié, Julia Zenko, Adriana Varela, Marian Farias Gómez, Patricio Arellano y Dany Vilá.
- 2016: "Recital en vivo" en Bajo Tribuna - Hipódromo de Palermo de la Ciudad de Buenos Aires, junto a los músicos Eduardo Mac William en guitarra eléctrica y coros, Gustavo Arguello en batería y Ariela Kantor en teclados y coros. Invitada especial: María José Demare.
- 2016: "Nuevo sol" concierto de Patricio Arellano - "Teatro Sony" de Palermo - Capital Federal, Ciudad de Buenos Aires - Invitada especial junto a Patricio Arellano y otros artistas invitados como Romina Pugliese y Luz Cipriota.
- 2017: "Cena de Gala Fundación ProSalud"  "Salón Bustillo" del "Hotel Llao Llao" en la ciudad de San Carlos de Bariloche (Provincia de Río Negro), junto al cantante Paz Martínez, como cierre del "Torneo de Golf" a beneficio de la Fundación.
- 2018: "Jazz Café Escazú" en Costa Rica junto a Raúl Abramzon y el conjunto musical Vía Libre.
- 2019: "Recital de Juan Marcelo" en Las Violetas - Capital Federal - Ciudad de Buenos Aires, invitada especial junto a Juan Marcelo y los cantantes invitados Raúl Abramzon y Rubén Mattos.
- 2019 "Duet" en Gorriti Art Center" - Capital Federal - Ciudad de Buenos Aires junto a Raúl Abramzon, Jorge Gioria en piano, Johny Johns en trompeta y Horacio Lagrott como artista invitado. La coreografía es de Margarita Fernández, Debora Lebendiker como Coach Vocal. Las relaciones públicas y la prensa de María Marta Di Fonso y bajo una idea y realización de los mismos Manuela Bravo y Raúl Abramzon.
- 2019 "Duet" en Teatro Gastón Barral - Capital Federal - Ciudad de Buenos Aires junto a Raúl Abramzon
- 2022 "Festejo de los 40 años del Coro Kennedy" - Salón Dorado de la Legislatura Porteña - Capital Federal - Ciudad de Buenos Aires junto a Guillermo Guido, Nancy Anka y Coro Kennedy.
- 2022 La Gala "Festival de la Canción Argentina" - Homenaje a Sergio Denis - Teatro CPM Multiescena -Capital Federal - Ciudad de Buenos Aires junto a Dany Vilá.